# Liste der Wappen im Landkreis Rastatt
Diese Liste beinhaltet alle in der Wikipedia gelisteten Wappen des Landkreises Rastatt in Baden-Württemberg, inklusive historischer Wappen. Fast alle Städte, Gemeinden und Kreise in Baden-Württemberg führen ein Wappen. Sie sind über die Navigationsleiste am Ende der Seite erreichbar.

## Landkreis Rastatt

Wappen des Landkreises Rastatt[1]
Der Landkreis Rastatt in Baden-Württemberg

## Städtewappen im Landkreis Rastatt

Bühl
Gaggenau
Gernsbach
Kuppenheim
Lichtenau
Rastatt

- Bühl[2]
- Gaggenau[3]
- Gernsbach[4]
- Kuppenheim[5]
- Lichtenau[6]
- Rastatt[7]

## Gemeindewappen im Landkreis Rastatt

Au am Rhein[8]
Bietigheim[9]
Bischweier[10]
Bühlertal[11]
Durmersheim[12]
Elchesheim-Illingen[13]
Forbach[14]
Hügelsheim[15]
Iffezheim[16]
Loffenau[17]
Muggensturm[18]
Ötigheim[19]
Ottersweier[20]
Rheinmünster[21]
Sinzheim[22]
Steinmauern[23]
Weisenbach[24]

## Wappen ehemaliger Gemeinden

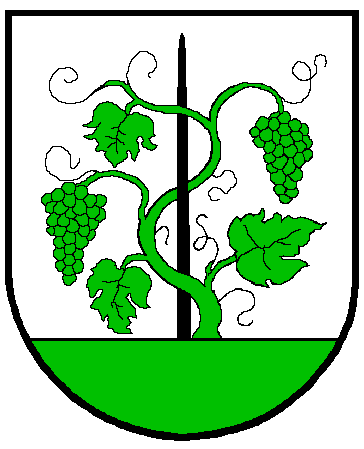
Altschweier
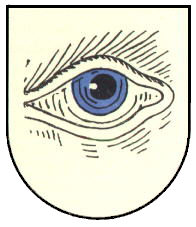
Au am Rhein bis 1978
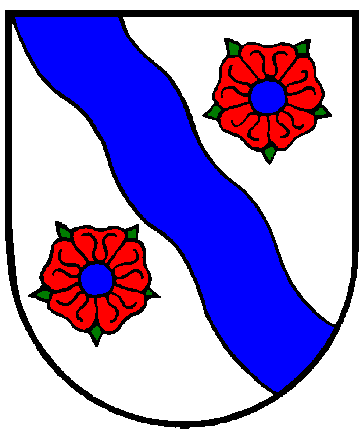
Au im Murgtal
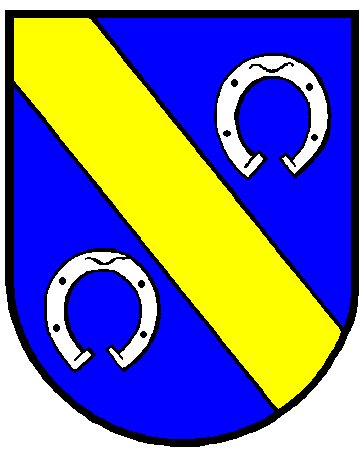
Balzhofen
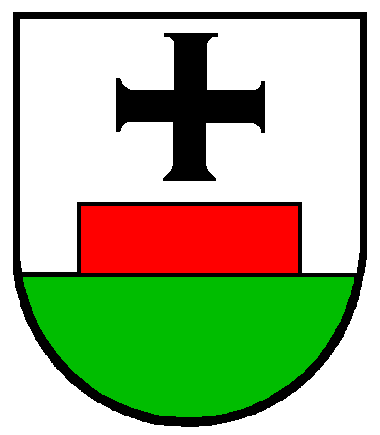
Bermersbach
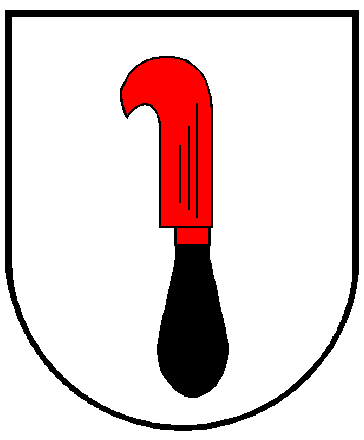
Eisental
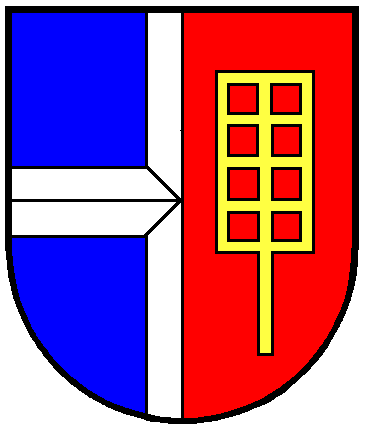
Elchesheim
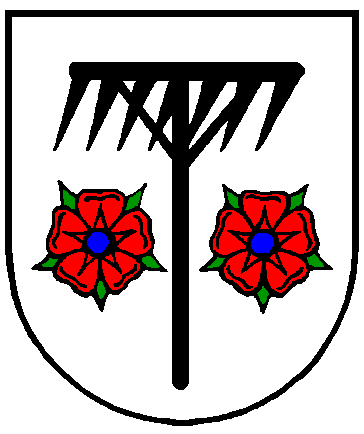
Freiolsheim
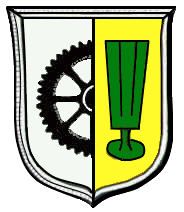
Gaggenau 1901–1938
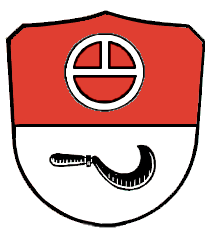
Gaggenau 1938–1958
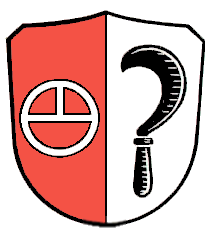
Gaggenau 1958–1971
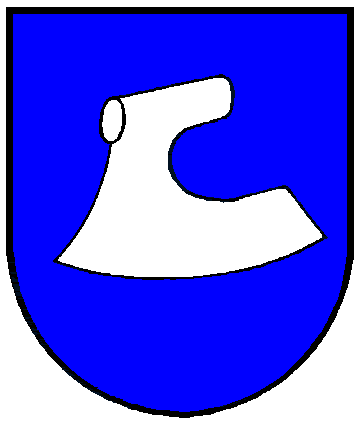
Gausbach
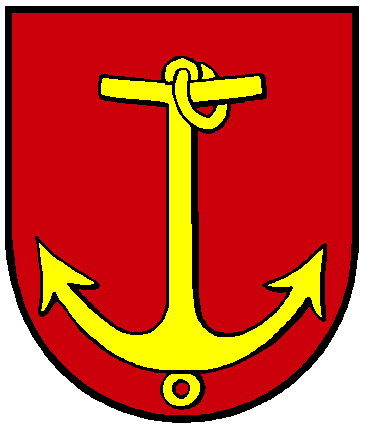
Grauelsbaum
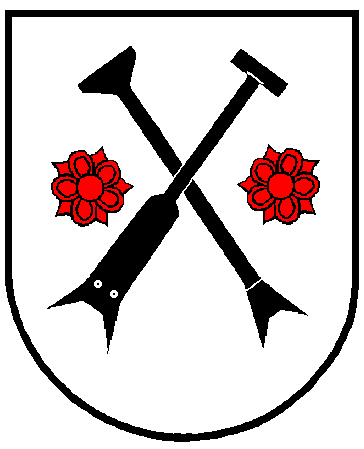
Greffern
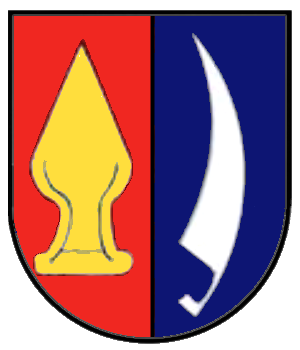
Hatzenweier
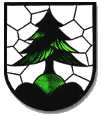
Herrenwies
Hildmannsfeld[41]
Hilpertsau[42]
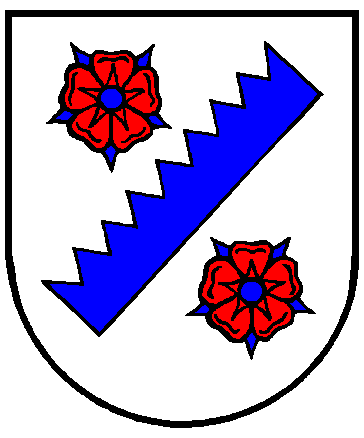
Hörden
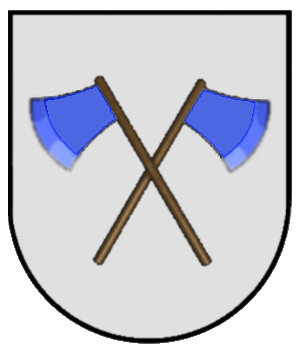
Hundsbach
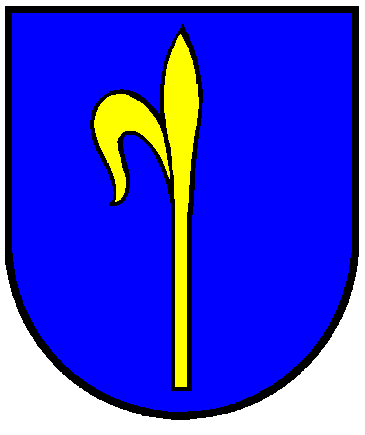
Illingen
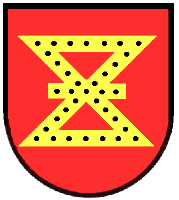
Kappelwindeck
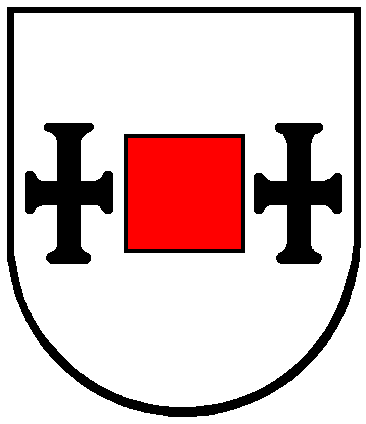
Langenbrand
Lautenbach[48]
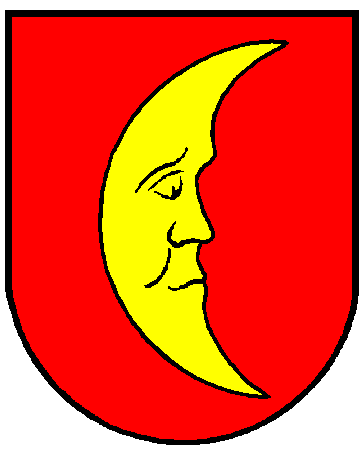
Leiberstung
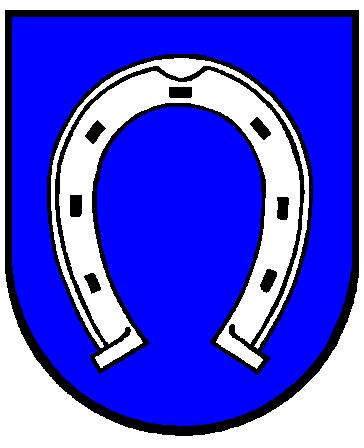
Michelbach
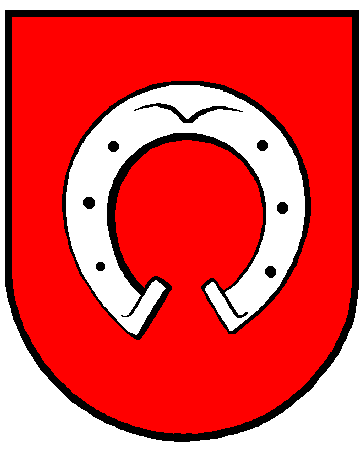
Moos
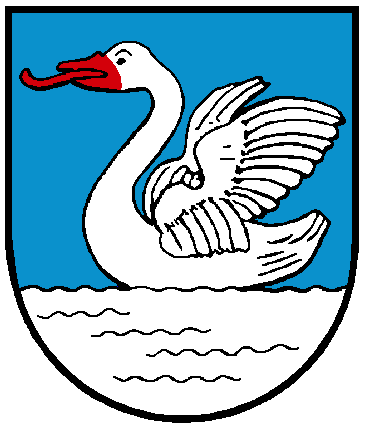
Muckenschopf
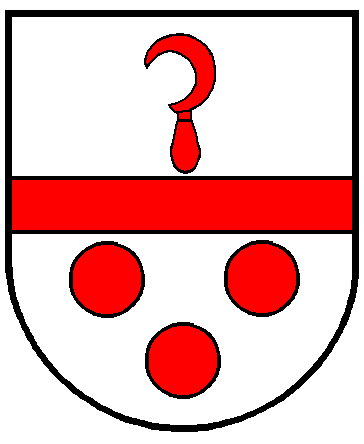
Neusatz
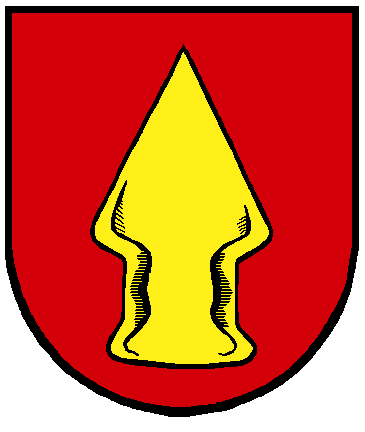
Niederbühl
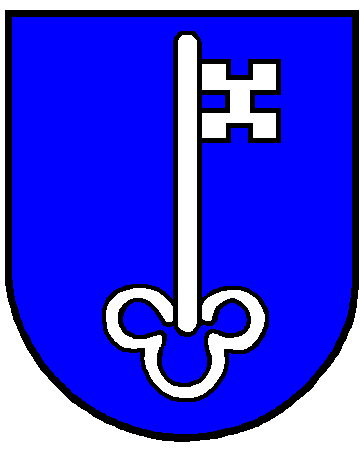
Oberbruch
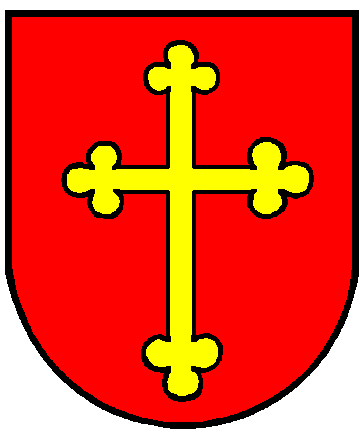
Oberndorf
Obertsrot[57]
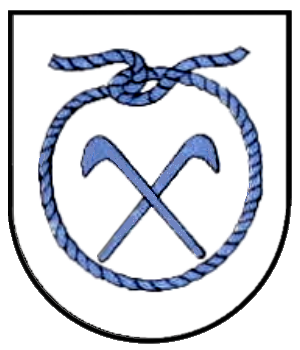
Obertsrot altes Wappen
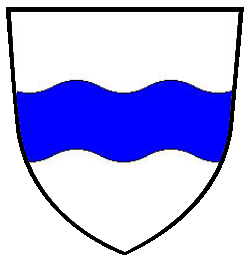
Oberwasser
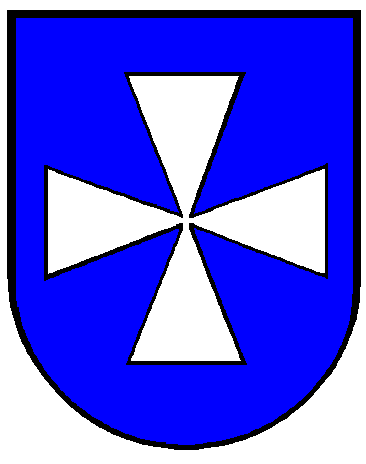
Oberweier (Bühl)
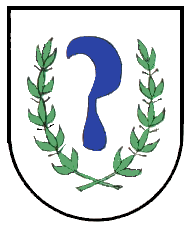
Oberweier (Gaggenau)
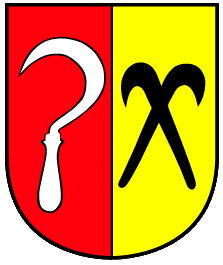
Ottenau
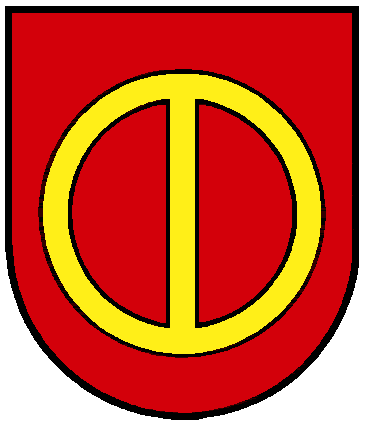
Ottersdorf
Plittersdorf[64]
Rastatt bis 1995[65]
Rauental[66]
Reichental[67]
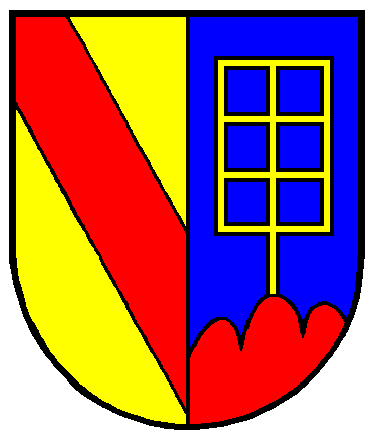
Rotenfels
Scherzheim[69]
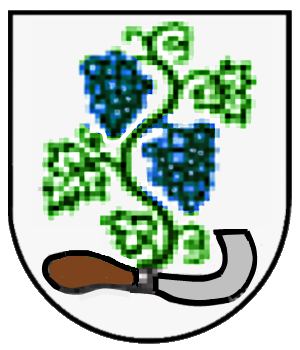
Scheuern
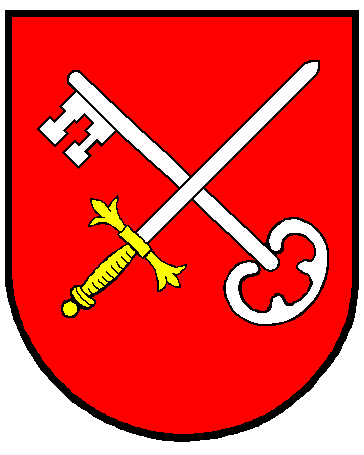
Schwarzach
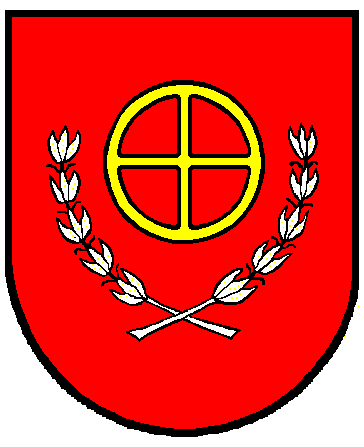
Selbach
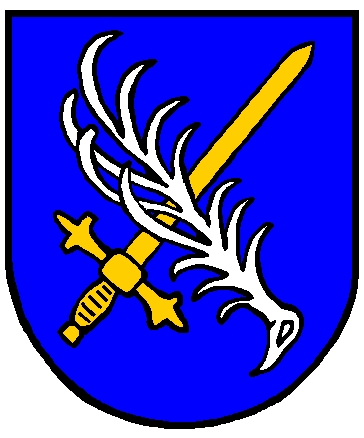
Söllingen
Staufenberg[74]
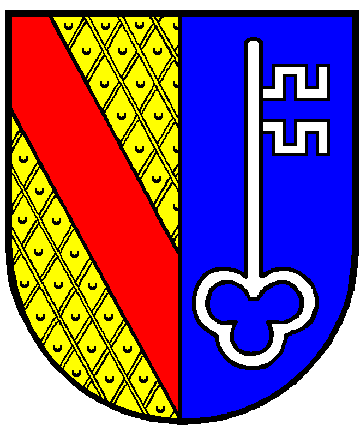
Stollhofen
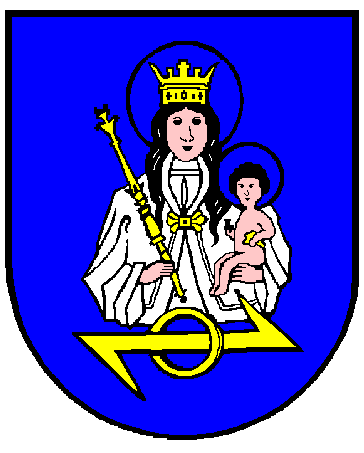
Sulzbach
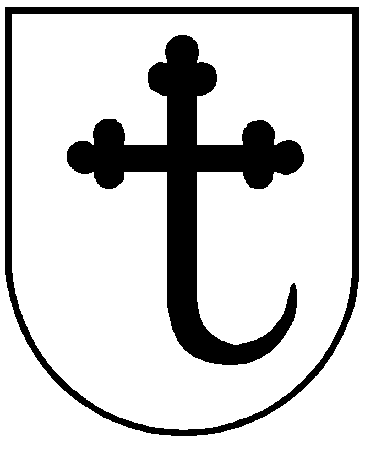
Ulm
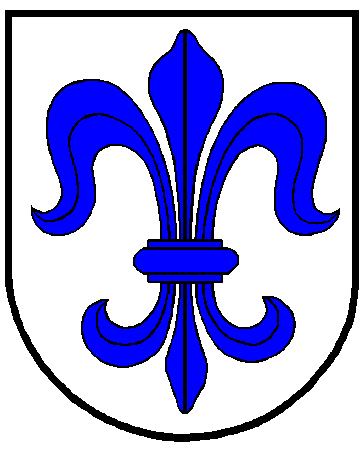
Unzhurst
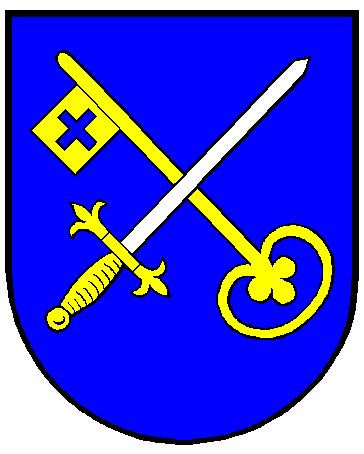
Vimbuch
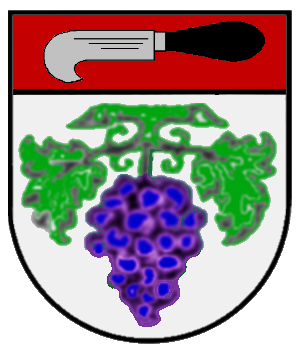
Waldmatt
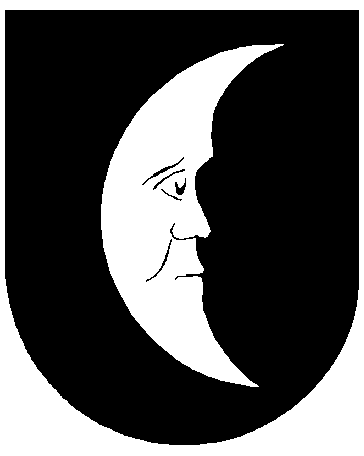
Weitenung
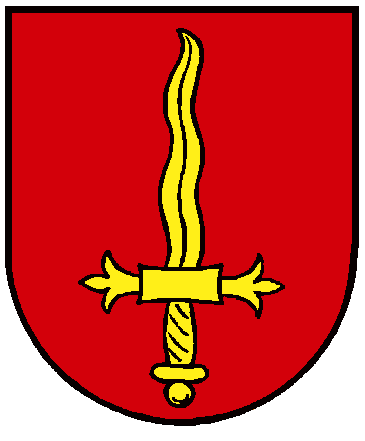
Wintersdorf
Würmersheim[83]
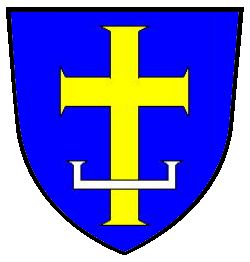
Zell